# Уполномоченный Федерального правительства Германии по делам переселенцев и национальных меньшинств
Уполномоченный Федерального правительства Германии по делам переселенцев и национальных меньшинств является контактным лицом для немецких переселенцев и национальных меньшинств на федеральном уровне, а также координатором и информационным центром. Уполномоченный базируется в Федеральном министерстве внутренних дел и родины.

## История
Должность была создана 28 сентября 1988 года кабинетом Коль III в качестве Уполномоченного федерального правительства по делам переселенцев. Первым уполномоченным стал Хорст Ваффеншмидт. 20 ноября 2002 г. решением федерального правительства зона ответственности уполномоченного была расширена за счёт включения национальных меньшинств, должность была переименована. По Рамочная конвенция о защите национальных меньшинств Совет Европы это: датчане в Шлезвиг-Гольштейне, фризы в Шлезвиг-Гольштейне и Нижней Саксонии, лужичане в Бранденбургe и Саксонии, а также синти и рома.

## Список уполномоченных
| Nr. | Начало срока     | Конец срока     | Фамилия           |
| --- | ---------------- | --------------- | ----------------- |
| 1   | 28 сентября 1988 | 1998            | Хорст Ваффеншмидт |
| 2   | 2 декабря 1998   | 2004            | Йохен Вельт       |
| 3   | 17 ноября 2004   | январь 2006     | Ганс-Петер Кемпер |
| 4   | 1 февраля 2006   | 8 января 2014   | Кристоф Бергнер   |
| 5   | 8 января 2014    | 31 октября 2017 | Хартмут Кожык     |
| 6   | 1 ноября 2017    | 11 апреля 2018  | Гюнтер Крингс     |
| 7   | 11 апреля 2018   | 14 апреля 2022  | Бернд Фабрициус   |
| 8   | 14 апреля 2022   | 15 мая 2025     | Натали Павлик     |
| 9   | 28 мая 2025      |                 | Бернд Фабрициус   |